# Bagnoli Futura
Bagnoli Futura è stata una società di trasformazione urbana che dal 2002, fino al fallimento (2014) ha gestito il progetto di riconversione dell'area di Bagnoli, il quartiere di Napoli che fino al 1991 ha ospitato l'enorme complesso industriale dell'Italsider. Per estensione, il termine indica l'intero progetto e anche la nuova zona che sorgerà nell'area ex Italsider.

## L'Italsider dalla nascita alla dismissione
La costruzione dell'impianto siderurgico della società ILVA inizia nel 1905 su una superficie di 120 ettari, nel quartiere di Bagnoli, già sede di alcuni impianti industriali nella seconda metà del XIX secolo. Lo stabilimento Ilva di Bagnoli viene inaugurato così il 19 giugno 1910. Lo sviluppo industriale proseguirà nei decenni, dando lavoro a migliaia di operai: nel 1954 viene costruito a sud dell'ILVA l'altoforno della Cementir; nel 1962 le necessità di ampliamento dello stabilimento portano alla costruzione di un riempimento a mare (colmata) e di un lungo pontile (il "Pontile nord") per lo scarico delle navi pesanti. Nel 1964 lo stabilimento cambia la denominazione in Italsider.

### L'inizio della crisi e il Piano regolatore del 1997
Il primo calo di produzione dell'Italsider avviene nel 1969. L'anno successivo entra in crisi lo stabilimento Eternit. Nel 1972 il nuovo Piano regolatore approvato dal Comune di Napoli ritiene necessario impedire un ulteriore allargamento dell'area industriale e prevede una sua graduale trasformazione: il 30% dell'area sarebbe stato destinato ad attrezzature pubbliche e verde, mentre il restante 70% ad attività di tipo manifatturiero e a industrie ad alta tecnologia e basso impatto ambientale. Nel frattempo, nel 1976, il Comitato tecnico consultivo istituito per spiegare le perdite economiche dello stabilimento emette un rapporto conclusivo in cui si sostiene che i risultati negativi a partire dal 1969 vanno imputati a "deficienze impiantistiche e produttive non eliminabili per carenza di spazio". S'impone dunque un graduale abbandono dell'area, non più capace logisticamente di assicurare lo sviluppo industriale. Nello stesso anno il Consiglio comunale approverà una variante al Piano del 1972 per consentire la trasformazione e la de-industrializzazione dell'area di Bagnoli.

### La chiusura degli impianti e le prime bonifiche
Nel 1985 lo stabilimento Eternit, già in crisi dal 1970, è costretto alla chiusura. L'Ilva (che poco dopo tornerà a essere di nuovo e fino alla fine "Italsider") chiude poco dopo il suo altoforno. La Cementir è costretta a riconvertire la sua produzione. Nel 1991 la Federconsorzi viene posta in liquidazione. L'impianto propriamente Italsider chiuderà ufficialmente nel 1992.
Una prima bonifica dell'area avviene dopo la chiusura degli impianti Eternit, tra il 1988 e l'anno successivo, ma si limita appunto alla sola area dell'ex stabilimento. Nel 1994 inizia una prima fase di generale dismissione e bonifica dell'area. La colata continua viene smantellata e rivenduta alla Cina, l'altoforno 5 all'India; i forni a calce sono ceduti nel 1997 alla Malaysia; nel 2001 avviene lo smantellamento del treno nastri rivenduto alla Cina. Intanto, tra il 1996 e il 1999 vengono smantellati e rottamati molti altri capannoni, la centrale termoelettrica e le caldaie.
L'inizio della dismissione e della bonifica, nel 1994, viene stabilita da una delibera del CIPE, che finanzia l'operazione per un totale di quasi 400 miliardi di lire. Il CIPE individua nell'ILVA in liquidazione il soggetto responsabile della bonifica; successivamente, nel 1996, nasce la Società Bagnoli S.p.a. per l'attuazione dei lavori (vedi oltre). Nel 1998 il sito di Bagnoli-Coroglio viene inserito nell'elenco dei siti di interesse nazionale de bonificare. La Bagnoli S.p.a. comincia le operazioni di bonifica attraverso una serie di sondaggi geognostici tra il 1997 e l'anno successivo, con carotaggi, campionamenti dei sottosuoli e delle acque, indagini geofisiche. Per le aree a maggiore inquinamento si procederà, nel 1999, a una serie di sondaggi a maglie più strette. Viene riscontrata nel sottosuolo un'ampia presenza di metalli pesanti (arsenico, piombo, stagno, vanadio, zinco), mentre nelle acque vengono rilevate tracce superiori alla norma di ferro, manganese e idrocarburi. Il progetto prevede la rimozione di questi contaminanti, soprattutto riguardo alla forte presenza di amianto riscontrata già nella prima bonifica nell'area ex Eternit. Viene inoltre avviata la realizzazione di una barriera con impianto di trattamento delle acque per evitare la contaminazione del mare di Bagnoli apportata dalla falde inquinate. Le operazioni, che procederanno a rilento, verranno oscurate da diverse vicende giudiziarie: gli ambientalisti presentano nel febbraio 1999 un esposto alla magistratura denunciando l'abbandono di 7000 tonnellate di amianto a cielo aperto, e nel mese di luglio un altro esposto alla Procura della Repubblica denuncia il ritrovamento di amianto occultato nel sottosuolo dell'area industriale dell'ex-Italsider.
Alla fine delle attività della Bagnoli S.p.a., le operazioni si limitano solo alla dismissione e all'abbattimento della maggior parte degli impianti. Gli impianti, le macchine e i manufatti industriali troppo vecchi per essere commercializzati vengono demoliti e i rottami derivati, decontaminati da eventuali inquinanti, vengono ceduti a fonderie e stabilimenti siderurgici. Al 2005 vengono demoliti complessivamente 163.277 tonnellate di macchine e 551.383 metri cubi di opere in cemento e muratura.

## I progetti per Bagnoli: da Lamont Young al PUE Bagnoli-Coroglio
L'area di Bagnoli, dopo la chiusura dell'Italsider, diventa oggetto di una serie di ambiziosi piani urbanistici per la sua riconversione, che sfoceranno poi nella Variante occidentale al Piano regolatore approvato dal Consiglio comunale nel 1996.

### La "Piccola Venezia" di Lamont Young
Uno storico precedente di progetto urbanistico risale all'opera di Lamont Young, il grande architetto inglese che voleva trasformare Bagnoli in una nuova Venezia. Il progetto risale al 1889, molto prima di qualsiasi ipotesi di costruzione nell'area dei grandi stabilimenti industriali. Esso prevedeva innanzitutto una metropolitana (sarebbe stata la prima d'Italia) con partenza da Coroglio e ritorno nello stesso punto dopo l'attraversamento circolare della città; successivamente, un canale avrebbe collegato Bagnoli con Mergellina. I materiali di risulta dello scavo sarebbero andati a creare un nuovo quartiere, il "Rione Venezia", a ridosso della collina di Posillipo, su un'area di 3000 metri di lunghezza e 600 di altezza. Un quartiere fatto di tanti piccoli rioni galleggianti, stabilimenti balneari, alberghi in vetro con giardini pensili. Lamont Young ottenne la concessione nel 1892 ma non riuscì a costituire una società che fosse in grado di portare a termine il progetto.

### Il progetto di Renzo Piano e "Napoli 2000"
Intorno al 1990, quando ormai il destino dell'area Italsider è segnato, l'architetto Renzo Piano elabora un primo piano di riconversione urbanistica. Piano, che a Napoli aveva già con successo realizzato il palazzo dell'Olivetti nel nuovo e avveniristico Centro direzionale, realizza un progetto che prevede la completa trasformazione delle aree di Bagnoli e Coroglio con il risanamento del litorale e un porto turistico. Sono altresì previsti nell'area due parchi tecnologici. Il finanziamento sarebbe derivato dai 150 miliardi previsti dal governo centrale. Il progetto di Renzo Piano viene tuttavia bocciato nel 1993 dall'allora assessore all'urbanistica di Napoli, Vezio De Lucia.
Lo stesso De Lucia, tuttavia, riprende buona parte di quelle idee quando nel 1994 presenta il progetto "Napoli 2000". La relazione, che prevede grandi cambiamenti urbanistici dall'area ovest all'area est di Napoli, si concentra soprattutto su Bagnoli. Nella zona dell'ex Italsider s'intende creare “al posto delle ciminiere, una riviera di città turistica, bella forse più di via Caracciolo, nell'incantevole scenario tra l'isoletta di Nisida e il litorale flegreo", un mare balneabile per due terzi, la spiaggia, un parco, e verso l'interno strutture per la ricerca scientifica, attrezzature alberghiere e turistiche. Il piano di De Lucia si concentra in definitiva su tre tipi d'intervento:
- turistico, con la creazione di un centro congressi;
- produttivo, con la realizzazione di un polo scientifico-tecnologico;
- edificatorio, per un massimo di 2 milioni di metri cubi.

Presentando il piano di riconversione di Bagnoli nell'area dell'ex Italsider, il sindaco Antonio Bassolino afferma:

### La Variante per la zona occidentale
Nel 1996 il Consiglio comunale di Napoli adotta la Variante per la Zona Occidentale al PRG, ossia al Piano regolatore generale del 1972. La Variante consiste in una radicale modifica di quanto previsto dal vecchio PRG, che si concentra principalmente sulla trasformazione di Bagnoli nonché delle aree adiacenti (Agnano, la zona di Cavalleggeri a Fuorigrotta). Il 15 aprile 1998 la Giunta regionale della Regione Campania approva definitivamente la Variante che è pubblicata sul BURC il 28 Aprile 1998.
Per il cosiddetto "ambito di Coroglio", la Variante decide di realizzare un insediamento a bassa densità costituito principalmente da spazi aperti e con poche costruzioni. Nello specifico vengono previsti:
- Parco pubblico di circa 120 ettari, di cui 36 adibiti ad attività sportive;
- Recupero della spiaggia ripristinando il regolare flusso delle correnti ed eliminando gli edifici posti tra la spiaggia e gli assi viari litoranei;
- Approdo turistico di 700 posti, con ubicazione da decidersi;
- Polo del terziario, con istituti di ricerca e centri di produzione televisiva, poli artigianali ecc.
- Polo congressuale per circa 2000 posti.

### Il PUE Bagnoli-Coroglio
Successivamente all'approvazione della Variante, si rende necessario rendere subito operativo quanto previsto dal nuovo piano: a tale proposito si comincia a disegnare il Piano Urbanistico Esecutivo (PUE) di Bagnoli-Coroglio che specifica le trasformazioni da effettuare e le loro modalità. Il PUE viene presentato dalla Giunta del Comune di Napoli il 13 dicembre del 2000 e prevede alcune modifiche a quanto stabilito dalla Variante: innanzitutto il mantenimento di alcuni fabbricati considerati di "archeologia industriale", e in secondo luogo l'individuazione in una Società di Trasformazione Urbana (STU) dell'ente che attuerà il progetto della Bagnoli Futura. Dopo l'attuazione dei lunghi procedimenti burocratici che portano il Comune ad acquisire i suoli dell'area ex Italsider e a istituire la STU, finalmente il 16 maggio 2005 il PUE è approvato e si inizia la fase attuativa. Nello specifico, il Piano divide l'area di trasformazione in 9 aree tematiche:
- Parco urbano e spiaggia: comprende il grande parco urbano di Coroglio di circa 120 ettari, con la conservazione di 16 fra più significativi edifici dell'impianto siderurgico e il loro riutilizzo, il recupero della spiaggia per circa 33 ettari, la fondazione IDIS, il porto canale come approdo turistico.
- Coroglio-Bagnoli: comprende il nuovo borgo marinaro, caratterizzato da alberghi, residenze di alto prestigio, un sistema congressuale ed impianti sportivi e di svago a servizio dell'area.
- Cavalleggeri: accoglie residenze, attività produttive e commerciali, attività universitarie, attrezzature sportive all'aperto.
- Cocchia: comprende le strutture per la ricerca.
- Diocleziano-Campegna: comprende un grande centro commerciale che si affaccia sulla piazza dove è prevista la nuova stazione della ferrovia Cumana.
- Officine FS: accoglie attività per la produzione di servizi.
- Residenze esistenti: conservazione degli abitati già presenti.
- Arsenale: accoglie attrezzature per l'istruzione in parte integrative delle strutture scolastiche esistenti negli insediamenti limitrofi.
- Parco dello Sport: prevede su una superficie di circa 42 ettari un parco con attività sportive all'aperto e un campeggio su una superficie massima di 3 ettari.

## I primi passi

### La Società Bagnoli S.p.a.
All'indomani dell'approvazione della Variante occidentale, viene costituita 1996 la Società Bagnoli S.p.a., strumento ad hoc dell'IRI per l'attuazione del "Piano di recupero ambientale dell'area di Bagnoli" predisposto e finanziato dal CIPE con la delibera del 20 dicembre 1994. Nella nuova società confluiscono i lavoratori dell'ex impianto siderurgico, grazie a un accordo sindacale che garantisce loro anche un breve percorso di formazione per adattare le loro competenze alle operazioni di bonifica. Il progetto prevede lo smantellamento delle strutture industriali - a eccezione di quelle che poco dopo saranno individuate come aree di archeologia industriale - e il risanamento ecologico-ambientale dell'area. Viene inoltre istituito, a norma di legge, un Comitato di Coordinamento ed Alta sorveglianza, supportato da una commissione di esperti tecnico-scientifica, per vigilare sulle attività di bonifica della Bagnoli S.p.a. Nel 2000 tutte le attività di controllo e vigilanza sull'attuazione del Piano di recupero ambientale vengono concentrate nel Ministero dell'Ambiente. Nei primi tre anni di attività, tuttavia, la Bagnoli S.p.a. non procede alla velocità prevista e pur smontando la maggior parte dei fabbricati non avvia nemmeno in minima parte l'attesa bonifica dei suoli. La sostituzione al vertice che avviene alla fine del 2000, con la presidenza affidata a professor Vittorio Betta, non velocizza le operazioni nonostante che il bilancio ufficiale delle attività faccia presagire un imminente completamento: si sostiene di aver completo il 95% delle demolizioni, il 65% degli smontaggi e l'81% della bonifica dei suoli, in totale l'83% del lavoro. Ma se riguardo alle demolizioni le percentuali si avvicinano orientativamente al vero, quelle della bonifica sono clamorosamente in disaccordo con la realtà. Al termine di sei anni di lavori, finanziati per un totale di 400 miliardi di lire, la bonifica totale è al 30,35% (rispetto all'83% citato dalla Bagnoli S.p.a.) e le operazioni in tal senso si limitano alla sola "messa in sicurezza" della colmata a mare, considerata di estrema pericolosità per la preservazione dell'ambiente marino e litoraneo di Bagnoli; una messa in sicurezza criticata per le procedure messe in atto.

### Nasce la Città della Scienza
Un primo importante passo verso la realizzazione della nuova Bagnoli avviene nel 1993: la Fondazione IDIS, una ONLUS di divulgazione scientifica nata sull'onda del successo della manifestazione "Futuro Remoto" (nata nel 1989 e localizzata alla Mostra d'Oltremare) ottiene dalla Regione Campania e dal Ministero dell'Istruzione, Università e Ricerca il permesso di acquisire i vecchi fabbricati della Federconsorzi, dismessi da vari anni e localizzati lungo via Coroglio, al limitare dell'area ex Italsider. Il progetto è quello di riutilizzare i capannoni come sede di un museo scientifico all'avanguardia, teso alla divulgazione della scienza e della tecnologia con mezzi interattivi. Nel 1996 il primo lotto della grande opera è completato e aperto al pubblico, per un totale di 12.000 m². Il riscontro è altissimo: tra il 1996 e il 2001, anno del primo significativo ampliamento della struttura, visitano la Città della Scienza più di 900.000 persone. Per il 2009 viene prevista l'apertura dell'ultimo lotto e il completamento dell'opera, primo vero tassello operativo della nuova Bagnoli, che dimostra la reale possibilità di un riutilizzo funzionale degli spazi industriali a costi ridotti ed altissimi ritorni economici e d'immagine.

### L'accelerazione: Bagnoli Futura S.p.a.
I lavori al rilento della Società Bagnoli S.p.a. convincono intanto il Comune di Napoli a procedere a un'operazione di maggiore impatto: vengono così nel 2001 acquistati in toto gli spazi dell'area ex Italsider ed ex Eternit, con l'eccezione dunque dell'area ex Cementir che resta di proprietà del gruppo Caltagirone. Diventato proprietario degli spazi su cui dovrà sorgere la Bagnoli Futura, il Comune dà via alle operazioni per la nascita della Società di trasformazione urbana (STU) prevista del PUE Bagnoli-Coroglio. La STU prenderà il posto della Bagnoli s.p.a. e sarà controllata interamente da capitali comunali, provinciali e regionali. Il 24 aprile 2002 nasce dunque la nuova società che in aprile opera il passaggio di consegne: la nuova società "Bagnolifutura s.p.a. società di trasformazione urbana" subentra alla precedente e assume l'incarico di portare a termine la bonifica dei suoli e la realizzazione definitiva del PUE. Scopo della STU è quello di gestire i suoli ora di sua proprietà, bonificarli, edificarli laddove previsto dal Piano con opere pubbliche e quindi vendere i restanti lotti ai privati, che realizzeranno le restanti opere previste dal PUE.
A dirigere le operazioni è il direttore generale Mario Hubler, mentre poco più tardi la presidenza della società viene affidata a Rocco Papa, già vicesindaco di Napoli e docente di urbanistica. Contestualmente alla società, viene istituita una Commissione di Vigilanza sulle attività della Bagnolifutura la cui presidenza è affidata a un esponente dell'opposizione comunale, Mariano Malvano di Forza Italia.
Nel giugno 2005, un mese dopo la definitiva approvazione del PUE da parte degli enti locali, la Bagnolifutura avvia le sue attività operative. Inizia dunque la nuova fase di realizzazione.

## Il progetto Bagnoli Futura

### Il Parco urbano e la spiaggia
Al centro della trasformazione di Bagnoli Futura viene posto il progetto di Parco Urbano, per un totale di 160 ettari di cui 33 di spiaggia. Nel luglio 2006 il concorso internazionale per la progettazione preliminare del parco vede la vittoria di un gruppo di architetti diretto da Francesco Cellini, preside della Facoltà di Architettura dell'Università di Roma Tre, su un totale di 24 progetti presentati. Il nuovo enorme polmone verde di Napoli viene diviso in quattro lotti da realizzare in tempi diversi, fruibili indipendentemente. Nel 2008 il progetto definitivo per il primo lotto viene approvato e iniziano le procedure burocratiche per avviare i lavori di realizzazione.
Il parco comprende tre chilometri e mezzo di viali alberati, cinque ettari di prati, cinque di laghi artificiali, un'area giochi per bambini, un roseto di tre ettari e diversi altri giardini tematici. Diversi sono gli edifici industriali che vengono riadattati a nuovi usi:
- Impianto di Trattamento Acque del treno di laminazione: diventa l'Acquario tematico.
- Officina meccanica: diventa sede dei Napoli Studios.
- Altoforno e Batteria Cowpers: diventano il Museo della Civiltà e del Lavoro che prevede un percorso archeologico-didattico interno e l'archivio dell'ex Italsider.
- Centrale termoelettrica: diventa la centrale per la produzione di energia.
- Capannone Morgan: ospita l'ombracolo fotovoltaico, un innovativo edificio ricoperto di pannelli solari per la produzione di energia pulita.
- Acciaieria: diventa la Città della Musica, che comprende un'arena all'aperto e due enormi sale, una da 5.000 ("Steelmusic") e l'altra da 2.000 posti ("Newmusic")[28]. Successivamente si è deciso di trasformare la struttura in uno spettacolare acquario moderno[29] ma il nuovo governatore Stefano Caldoro ha annullato il progetto.

La spiaggia di Coroglio, finalmente resa balneabile, viene valorizzata con la pedonalizzazione di Via Coroglio, diversi laghi artificiali interni per sport d'acqua e la lunga passeggiata a mare di un chilometro e mezzo realizzata attraverso il recupero del pontile nord. Lungo la spiaggia si snoda una pista ciclabile di 8,5 km.

### Il Parco dello Sport
Un'ampia parte dell'area ex Italsider, per un totale di 35 ettari, viene adibita a ospitare un polo sportivo. L'area individuata è quella ai piedi del costone di Posillipo, lungo via Cattolica, in uno spazio dalla complessa orografia per i dislivelli e salti di quota. Per realizzare il Parco dello Sport, dunque, il terreno viene rimodellato così da realizzare un sistema “a crateri” che riprende la morfologia tipica dei Campi Flegrei. Lungo la sommità dei crateri - tre in tutto - si snoda una pista ciclabile che percorre l'intero Parco dello Sport, per un totale di 3,2 chilometri. All'interno di ogni singolo cratere sono realizzati invece gli spogliatoi che pertanto non sono visibili dall'esterno. A sud del parco è prevista l'installazione di un campeggio a tre stelle per un'estensione di circa 25.000 m² che può ospitare circa 60 tende e 40 camper e roulotte. Tra il Parco dello Sport vero e proprio e il campeggio è previsto un biolago costituito da due distinte vasche con funzione anche di depurazione delle acque. I campi sportivi previsti sono:
- Calcio e giochi su erba;
- Tennis;
- Pallacanestro:
- Pallavolo;
- Atletica leggera;
- Hockey sul ghiaccio e su ruote;
- Pattinaggio artistico e su ghiaccio;
- Tiro con l'arco;
- Bocce;
- Skateboard e Rollerblade.

Il progetto definitivo del Parco è firmato da un gruppo internazionale di architetti guidato da Massimo Pica Ciamarra che a Bagnoli ha già lavorato nel progetto di Città della Scienza. L'investimento complessivo è di 30 milioni di euro.

### La zona ricettiva e il porto canale
Nei diversi progetti per la nuova Bagnoli il leit motiv è sempre stato quello di creare un grande polo turistico nell'area, viste le enormi potenzialità paesaggistiche. Il progetto Bagnoli Futura ha recepito queste direttive individuando all'interno del Parco urbano un'ampia area ad hoc: l'area tematica 2 "Bagnoli-Coroglio" del PUE. Posta lungo via Nuova Bagnoli, quindi sul lato est dell'area ex Italsider, la zona ricettiva gira intorno alla Porta del Parco, un grande centro multifunzionale di 12.500 m² dedicato al benessere e al turismo posto tra via Nuova Bagnoli e via Enrico Cocchia. Progettato da Silvio D'Ascia sulla base di un precedente disegno modificato in corso d'opera, e costata circa 40 milioni di euro, la Porta del Parco ospiterà tre grandi piscine termali, un bagno turco, percorsi d'acqua e molte altre aree di benessere e bagni particolari e curativi, pensati considerando l'importanza delle vicine acque termali della zona. Inoltre la Porta del Parco presenta un ampio spazio espositivo per manifestazioni ed esposizioni turistiche e un centro congressi da circa 300 posti; il termine "Porta del Parco" allude anche alla sua funzione di ingresso orientale dell'area del Parco urbano attraverso posti auto interrati per circa 600 vetture. Completano l'edificio un solarium e un'amplissima terrazza collegata a bar e punti ristoro. Nelle immediate vicinanze del grande edificio sorge la zona destinata alla vendita a privati per la realizzazione di alberghi. Gli edifici, che danno su via Nuova Bagnoli e sull'area del Parco urbano, sono intervallati da quattro grandi viali alberati che collegano il parco con il quartiere di Bagnoli. La grande ciminiera, l'unica rimasta in piedi dopo la dismissione, è in corso di recupero e l'ipotesi è quella di realizzarvi un ristorante con punto panoramico sull'intera area del Parco urbano. Il "carro ponte", altra struttura di archeologia industriale, servirà come passaggio pedonale sul principale lago artificiale dell'area orientale del Parco e permetterà ai residenti degli alberghi di raggiungere la Porta del Parco.
La zona ricettiva è progettata soprattutto in funzione del turismo da diporto. La grande richiesta aumentata negli anni di attrezzature per i natanti nell'area di Napoli verrà in buona parte coperta dalla costruzione, a Bagnoli, di un porto canale, ossia di un attracco per circa 350 imbarcazioni private da realizzare all'interno della costa, con un canale artificiale costruito sul retro della zona alberghiera. Il progetto sostituisce quello precedente di un normale attracco lungo la costa, impraticabile per le correnti marine della zona, ma sulla sua attuazione restano molti dubbi. La Sovrintendenza non ha ancora rilasciato il parere conforme perché la rottura della continuità costiera prodotta dal porto canale potrebbe ledere vincoli paesaggistici e inoltre rendere impraticabile il recupero della balneazione sull'intero litorale (il PUE salva comunque tutta la zona di via Coroglio oggi ancora non balneabile, da destinare alle spiagge). Nel caso in cui il progetto di porto-canale venisse bocciato, sono comunque allo studio progetti alternativi. Tra i principali critici del progetto di porto-canale, l'architetto napoletano Aldo Loris Rossi.

### Il Polo tecnologico dell'ambiente
Le numerose idee riguardo "parchi tecnologici" e centri di ricerca da ubicare nell'area di Bagnoli - il cui primo passo è stata la nascita di Città della Scienza - vengono recepiti dal PUE Bagnoli-Coroglio individuando nell'area tematica 4 "Cocchia" (per un totale di 97.000 m²) il sito per la realizzazione di un grande centro d'avanguardia, il Polo tecnologico dell'ambiente. In esso verranno insediate circa 80 aziende specializzate nella produzione di servizi innovativi in campo ambientale, con un'occupazione prevista tra i 600 e gli 800 addetti tra tecnici, scienziati e dirigenti. A realizzare il Polo sarà una società consortile costituita dalla Camera di Commercio e dal Centro di competenza AMRA (analisi e monitoraggio del rischio ambientale), che aprirà all'ingresso di fondazioni e Università. Si tratta dunque della prima area completamente ceduta a privati, che la Bagnolifutura ha venduto nel settembre 2008 per un totale di circa 50 milioni di euro. Il cantiere del nuovo complesso aprirà nel gennaio 2010 e il Polo sarà operativo a partire dal 2012 con un investimento totale di 200 milioni di euro, finanziati dal Banco di Napoli.

### Il progetto infrastrutturale
La Bagnoli Futura necessiterà, oltre che di parchi e nuovi edifici, anche di infrastrutture consistenti in un ampio sistema di viabilità (per non parlare del nuovo sistema fognario e del sistema pneumatico di raccolta dei rifiuti). Dal punto di vista delle nuove strade da costruire nell'area ex Italsider, in totale circa 4 chilometri previsti, nel maggio 2008 è stato approvato il progetto definitivo per il primo lotto stradale con una lunghezza totale di 1,3 km. Si tratta dell'arteria viaria che a partire da via Coroglio procede parallelamente a via Nuova Bagnoli per confluire in via Cocchia e divide la futura zona ricettiva e la Porta del Parco dall'area vera e propria del Parco urbano. La ragione di privilegiare questo primo lotto rispetto agli altri va ricercata nel fatto che i lavori ormai avanzati per la Porta del Parco e la progettazione del lotto orientale del Parco urbano fanno preferire alla Bagnolifutura il completamento definitivo di questa prima parte dell'area ex Italsider, prima di realizzare quelle successive. L'arteria stradale permetterà un collegamento diretto con le prime realizzazioni della Bagnoli Futura: il Pontile nord, la Porta del Parco, l'Acquario tematico, il primo lotto del Parco urbano. Esso consiste in un grande viale a due corsie con marciapiedi e piste ciclabili, adornato da due filari di 360 alberi, e completo di illuminazione a basso consumo energetico. Gli altri lotti viari sono in fase di avanzata progettazione ma partiranno molto più tardi, finché cioè non sarà completata la bonifica in quelle zone.
Più complesso il progetto di collegamento dell'area attraverso le linee della metropolitana. Ad oggi giungono nelle zone limitrofe la linea 2 con le stazioni Cavalleggeri d'Aosta e Bagnoli-Agnano Terme, e la ferrovia Cumana con le stazioni di Agnano e Bagnoli. Riguardo quest'ultima linea, il problema principale è costituito dal suo mancato interramento: i passaggi a livello all'altezza della stazioni di Agnano e Bagnoli, infatti, producono una netta separazione del quartiere che resta così difficilmente fruibile dai cittadini. Inoltre è necessario realizzare stazioni che si inseriscano all'interno dell'area della Bagnoli Futura al servizio dei nuovi insediamenti. Il PUE Bagnoli-Coroglio individuava la soluzione nella nuova "linea 8". Essa in realtà non è che una nuova versione della ferrovia Cumana: si prevedeva l'interramento di questa linea che all'altezza della nuova stazione sotterranea di Bagnoli (ridenominata "Giusso") avrebbe deviato verso l'area della Bagnoli Futura all'interno della quale sarebbero state realizzate tre nuove stazioni: Coroglio, Cederna e Campegna. Questo progetto viene modificato nettamente nell'ottobre 2008 con il Protocollo d'intesa Regione-Comune riguardante le linee metropolitane di Napoli. Viene così deciso che la linea 8, dopo la deviazione e l'interramento già previsto, si limiterà ad attraversare l'area di Bagnoli Futura con la sola stazione Coroglio, al servizio dell'area ricettiva, del Pontile e della zona orientale del Parco urbano, terminando dunque alla stazione Campi Flegrei dove effettua interscambio con la linea 2. Diversamente, il vero collegamento con la nuova Bagnoli viene realizzato con la costruenda linea 6: questa vede prolungare la sua originaria tratta, con capolinea previsto a Campegna, attraverso ben tre nuove stazioni: Piazza Neghelli, Cederna e Città della Scienza (la seconda al servizio del Parco dello Sport, la terza della zona occidentale del Parco urbano e della struttura della fondazione IDIS). Il progetto viene finanziato altresì con fondi per un totale di 440 milioni di euro.

## La crisi del progetto
I lavori per la realizzazione del PUE Bagnoli-Coroglio da parte della "Bagnolifutura" hanno inizio nel 2005 a seguito del via libera definitivo del progetto da parte degli enti preposti.

### La Porta del Parco, cattedrale nel deserto
Nel gennaio 2007, sui primi suoli dell'area 2, viene aperto il cantiere della Porta del Parco, il Centro multifunzionale per i servizi e il turismo che - come il nome suggerisce - costituisce l'ingresso ideale alla nuova Bagnoli. In corso d'opera, il progetto subisce una variante dovuta alla nuova legislazione sul risparmio energetico e la struttura viene ridisegnata dall'architetto Silvio D'Ascia. I lavori, completati nel 2009, non coincidono però con l'apertura al pubblico: nonostante la gara per l'affidamento dei servizi venga espletata, concedendo al consorzio delle Terme di Agnano la realizzazione degli spazi termali, a una prima inaugurazione "ristretta" nel 2010 non fa seguito la definitiva apertura. Il polo congressuale, inoltre, si rivela inadeguato rispetto a quello limitrofo di Città della Scienza, producendo un surplus di offerta rispetto alla domanda reale. Il mancato completamento dell'infrastruttura viaria retrostante, inoltre, impedisce la regolare fruizione della struttura. Nel luglio 2012 la Porta del Parco viene inaugurata una seconda volta, questa volta dal sindaco Luigi de Magistris, con il completamento della strada che permette l'accesso al parcheggio di 600 posti e della caffetteria, ma senza le strutture della SPA.

### Il flop della vendita dei suoli
Nel settembre 2008 la Bagnoli Futura completa la vendita dei suoli dell'area 4 del PUE ("Cocchia") per un totale di 7 ettari e 52 milioni di euro. Come da progetto, nell'area una società consortile ad hoc avvia le procedure per la realizzazione del Polo tecnologico dell'ambiente, un centro che intende ospitare aziende specializzate nella produzione di servizi eco-sostenibili. Alla fine del 2008 viene pubblicata la gara per la selezione delle aziende che saranno ospitate nel Polo, mentre l'apertura del cantiere è prevista per il 2010 e l'apertura del centro è fissata al 2012, interamente con capitali privati. Tuttavia, ben presto sorgono i problemi. Nel 2011 vengono sequestrati due dei sette ettari a disposizione, per questioni legate alla mancata bonifica. La presenza contestuale del Polo tecnologico di Città della Scienza nella stessa area, inoltre, ridimensiona ben presto l'interesse dei finanziatori, che si tirano indietro, portando il progetto al fallimento.
Nel 2010 si procede alla messa all'asta dei suoli dell'area 2, limitrofi alla Porta del Parco e prospicienti via Nuova Bagnoli, destinata alla costruzione di aree residenziali e di terziario. Il lotto, di 66.000 metri quadrati, permetterebbe alla Bagnoli Futura di incamerare i primi profitti e risanare parte dei debiti contratti nel corso dei lavori di bonifica. L'asta, tuttavia, si conclude nell'ottobre 2010 senza nessuna offerta. La scarsa appetibilità dei suoli deriva dalla forte incertezza sul completamento del progetto di bonifica - i cantieri hanno accumulato forti ritardi -, dai vincoli che impongono una maggiore presenza di volumetrie per il terziario rispetto al residenziale, e dal fatto che le aree previste per la realizzazione delle strutture alberghiere affacciano su via Nuova Bagnoli anziché sul golfo di Pozzuoli, ridimensionandone l'appeal turistico. Nella nuova asta la percentuale di volumetrie destinate a residenze sale dal 30% al 65%, mentre il lotto in vendita viene ridimensionato a 35.000 m², con l'intenzione poi di procedere successivamente alla vendita del secondo lotto.
Anche la nuova asta finisce deserta, nonostante un roadshow internazionale per attirare investimenti esteri. Nel 2012 si decide per un terzo tentativo, aumentando ancora al 70% le volumetrie residenziali e frazionando l'area 2 in tre lotti, il primo con base d'asta di 21 milioni e gli altri due di 14 milioni di euro, ridimensionando così la richiesta iniziale. Il terzo flop consecutivo è un colpo durissimo per la Bagnoli Futura, le cui casse sono svuotate. I timori di una corsa al ribasso dei prezzi per interessi speculativi, inoltre, convincono l'amministrazione De Magistris a non tentare un'ulteriore asta.

### Il blocco dei cantieri
Nel 2010, intanto, la vittoria della coalizione di centrodestra guidata da Stefano Caldoro al governo della Regione comporta un blocco totale dei fondi e dei progetti di Bagnoli Futura, al centro di un duro braccio di ferro politico. Uno dei primi atti della giunta Caldoro consiste, nel luglio di quell'anno, in una delibera che annulla tutti gli atti della precedente giunta Bassolino effettuati nei 45 giorni precedenti le elezioni. Tra questi ci sono gli atti che prevedevano il cambio di destinazione d'uso dell'Acciaieria, da Parco della Musica ad Acquario sul modello genovese, e successivamente i fondi per il completamento dei cantieri in corso, tra cui il Parco dello Sport e l'Acquario tematico per le tartarughe marine. Aperto nell'aprile 2007, quest'ultimo cantiere costituisce la prima opera all'interno del progettato Parco Urbano. Si tratta anche del primo cantiere non "ex novo" ma consistente nel recupero strutturale di un preesistente fabbricato industriale, l'ex impianto di trattamento acque del treno laminazione nastri (TNA) dell'Italsider. La gestione dell'area dedicata alle tartarughe marine è affidata alla Stazione zoologica Anton Dohrn, che già gestisce l'omonimo e storico Acquario di Napoli.
Il cantiere per il Parco dello Sport, inaugurato anch'esso nel 2007 contestualmente agli altri due, è posto lungo via Cattolica ai piedi del costone di Posillipo e interessa un'area più ampia di quelle precedenti, ben 30 ettari. I lavori subiscono un significativo rallentamento a seguito di lungaggini burocratiche in quanto la Provincia non emana nei tempi previsti i certificati per l'avvenuta bonifica dei suoli. Solo nel maggio 2008 il primo certificato viene emesso garantendo l'accelerazione dei lavori del primo lotto, ma lasciando bloccati quelli del secondo lotto: la Provincia non ritiene completata la bonifica di quei suoli. I rallentamenti impediscono anche di avviare i lavori per la realizzazione dei servizi (ossia le infrastrutture sportive che saranno concretamente ospitate nei tre crateri del Parco dello Sport). Completati nel 2010 i lavori, la struttura - pronta per l'apertura - versa attualmente in stato di abbandono, mancando i fondi necessari alla sua apertura.
Tra le altre cose, la delibera della giunta Caldoro blocca anche il cantiere di Corporea, il museo del corpo umano che costituisce l'ultimo lotto del progetto Città della Scienza. La contestuale decisione di tagliare i fondi regionali destinati al science centre di Coroglio getta la Fondazione IDIS, che gestisce la struttura, in una profonda crisi.

## Dal sequestro al fallimento
Nel 2013 il progetto Bagnoli Futura, ormai in crisi, subisce il colpo definitivo. In aprile, le aree dell'ex Italsider e dell'ex Eternit di Bagnoli vengono sequestrate dai carabinieri nell'ambito di un'indagine della Procura di Napoli che ipotizza una situazione di disastro ambientale. Iscritti nel registro degli indagati sono ben 21 ex dirigenti di vari enti locali e della società Bagnolifutura. Sono sequestrati tutti i cantieri, nonché il Pontile nord e la Porta del Parco, che alcuni mesi dopo verranno tuttavia riaperti, seppur parzialmente. Il mese prima, un incendio doloso di cui restano ancora ignoti gli autori distrugge il science centre di Città della Scienza, facendo letteralmente terra bruciata nell'area. Nel corso di quei mesi, inoltre, la struttura dell'Acquario tematico è oggetto di una serie di raid vandalici che distruggono o sottraggono tutte le attrezzature necessarie all'apertura dell'edificio. Anche il cantiere del Parco dello Sport subisce diversi atti vandalici.
Nel frattempo la Bagnoli Futura subisce un cambio ai vertici: nel gennaio 2012 si dimettono sia il presidente Riccardo Marone, successore di Rocco Papa, sia il direttore generale Mario Hubler. Nuovo presidente viene nominato Omero Ambrogi, già presidente della Corte d'assise, mentre il nuovo direttore generale è Tommaso Antonucci, ex dirigente della Regione Lazio. Nel luglio 2013, in un ultimo tentativo di salvare Bagnoli Futura, il Comune di Napoli decide di ricapitalizzare la STU. Ma è tutto inutile. Nel febbraio 2014 la società chiede al Comune una nuova ricapitalizzazione di 10 milioni, che l'amministrazione, in pre-dissesto, non è in grado di assicurare. Dei 190 milioni di euro di debiti contratti, 59 sono vantati da Fintecna per la vendita dei suoli di sua proprietà: è proprio quest'ultima, nel richiedere in tribunale in versamento dei crediti vantati, a provocare la messa in liquidazione di Bagnoli Futura. Il 29 maggio 2014 il Tribunale di Napoli, considerata l'impossibilità della STU di pagare i debiti alla Fintecna, dichiara il fallimento della Bagnoli Futura, i cui 59 dipendenti in cassa integrazione vengono smistati in altre partecipate del Comune di Napoli.
Il fallimento di Bagnoli Futura conclude il progetto di recupero e trasformazione dell'area urbana, ora oggetto di nuovi progetti da parte dell'amministrazione comunale attraverso una ventilata modifica del piano regolatore generale e un intervento diretto del Comune nell'area, a partire dall'Accordo di Programma Quadro per la ricostruzione di Città della Scienza che prevede anche lo sblocco di una prima tranche di fondi necessari per la bonifica e la riapertura del litorale.

## Archivio dell'Ilva
A Napoli presso Bagnolifutura SPA di trasformazione urbana è conservata la documentazione prodotta dall'Ilva di Bagnoli (estremi cronologici: 1900-1999) . Si tratta di documentazione di vario genere, comprendente anche disegni su lucido e su supporto cartaceo, un consistente corpus fotografico, la serie delle riviste relative allo stabilimento ("Bagnoli notizie", "Italsider tempo", "Bagnoli ore 14") e una rassegna stampa. Vi sono poi alcuni filmati e alcuni nastri audio.